# Nicola van Lotharingen
Nicola (Nancy, 3 oktober 1608 — Parijs, 2 februari 1657) was een dochter van hertog Hendrik II van Lotharingen en Margherita Gonzaga. Haar vader, die geen zoons had, wilde haar het hertogdom verlenen, maar in het testament van hertog René II van Lotharingen was gestipuleerd dat het hertogdom Opper-Lotharingen alleen in de mannelijke lijn kon overgaan, waardoor Karel van Vaudémont, de zoon van haar oom Frans van Vaudémont aanspraak maakte op de opvolging. Nicola huwde daarop in 1621 met Karel, maar het huwelijk bleef kinderloos. Toen haar vader Hendrik in 1624 stierf, liet hij het hertogdom na aan zijn dochter. De Staten-Generaal van Lotharingen oordeelden evenwel dat het hertogdom toekwam aan Frans van Vaudémont, die in 1625 hertog van Opper-Lotharingen werd, maar al na enkele dagen het hertogschap overliet aan zijn zoon Karel. Karel scheidde in 1635 van Nicola, maar de paus weigerde om het huwelijk nietig te verklaren.

## Voorouders
| Voorouders van Nicola van Lotharingen | Voorouders van Nicola van Lotharingen                                      | Voorouders van Nicola van Lotharingen                                      | Voorouders van Nicola van Lotharingen                                        | Voorouders van Nicola van Lotharingen                                        | Voorouders van Nicola van Lotharingen                                      | Voorouders van Nicola van Lotharingen                                      | Voorouders van Nicola van Lotharingen                                        | Voorouders van Nicola van Lotharingen                                        |
| ------------------------------------- | -------------------------------------------------------------------------- | -------------------------------------------------------------------------- | ---------------------------------------------------------------------------- | ---------------------------------------------------------------------------- | -------------------------------------------------------------------------- | -------------------------------------------------------------------------- | ---------------------------------------------------------------------------- | ---------------------------------------------------------------------------- |
| Overgrootouders                       | Frans I van Lotharingen (1517–1545) ∞ Christina van Denemarken (1521-1590) | Frans I van Lotharingen (1517–1545) ∞ Christina van Denemarken (1521-1590) | Hendrik II van Frankrijk (1519-1559) ∞ 1533 Catharina de' Medici (1519-1589) | Hendrik II van Frankrijk (1519-1559) ∞ 1533 Catharina de' Medici (1519-1589) | Guglielmo I Gonzaga (1538-1587) ∞ 1514 Eleonora van Oostenrijk (1534-1594) | Guglielmo I Gonzaga (1538-1587) ∞ 1514 Eleonora van Oostenrijk (1534-1594) | Francesco I de' Medici (1541-1587) ∞ 1518 Johanna van Oostenrijk (1547-1578) | Francesco I de' Medici (1541-1587) ∞ 1518 Johanna van Oostenrijk (1547-1578) |
| Grootouders                           | Karel III van Lotharingen (1543–1608) ∞ Claudia van Valois (1547-1575)     | Karel III van Lotharingen (1543–1608) ∞ Claudia van Valois (1547-1575)     | Karel III van Lotharingen (1543–1608) ∞ Claudia van Valois (1547-1575)       | Karel III van Lotharingen (1543–1608) ∞ Claudia van Valois (1547-1575)       | Vincenzo I Gonzaga (1562-1612) ∞ Eleonora de' Medici (1567-1611)           | Vincenzo I Gonzaga (1562-1612) ∞ Eleonora de' Medici (1567-1611)           | Vincenzo I Gonzaga (1562-1612) ∞ Eleonora de' Medici (1567-1611)             | Vincenzo I Gonzaga (1562-1612) ∞ Eleonora de' Medici (1567-1611)             |
| Ouders                                | Hendrik II van Lotharingen (1563–1624) ∞ Margherita Gonzaga (1591-1632)    | Hendrik II van Lotharingen (1563–1624) ∞ Margherita Gonzaga (1591-1632)    | Hendrik II van Lotharingen (1563–1624) ∞ Margherita Gonzaga (1591-1632)      | Hendrik II van Lotharingen (1563–1624) ∞ Margherita Gonzaga (1591-1632)      | Hendrik II van Lotharingen (1563–1624) ∞ Margherita Gonzaga (1591-1632)    | Hendrik II van Lotharingen (1563–1624) ∞ Margherita Gonzaga (1591-1632)    | Hendrik II van Lotharingen (1563–1624) ∞ Margherita Gonzaga (1591-1632)      | Hendrik II van Lotharingen (1563–1624) ∞ Margherita Gonzaga (1591-1632)      |
| Nicola van Lotharingen (1608–1657)    |                                                                            |                                                                            |                                                                              |                                                                              |                                                                            |                                                                            |                                                                              |                                                                              |